# 勞斯 (加利福尼亞州)
勞斯（英語：Laws）是位於美國加利福尼亞州因約縣的一個非建制地區。

## 地理
勞斯的座標為37°24′03″N 118°20′44″W / 37.40083°N 118.34556°W，而該地的平均海拔高度為1,255米（即4,117英尺）。